# 朴範集
朴 範集（パク・ポムジプ、박범집、1917年 - 1950年11月12日）は大日本帝国陸軍の軍人及び大韓民国の軍人。韓国空軍創設者の1人。創氏改名時の日本名は東林益範。

## 経歴
1917年3月、咸鏡南道新興郡に生まれる。1939年9月、陸軍士官学校第52期砲兵科卒業。同年11月1日、陸軍砲兵少尉。1940年6月、陸軍航空士官学校卒業。航空兵大尉として服務。立川陸軍航空整備学校教官として在任中の1943年9月20日、武山（崔鳴夏）大尉など朝鮮人航空将校戦死者の追慕と航空兵志願の勧誘が毎日新報に掲載された。第2次世界大戦終戦時は岐阜陸軍航空整備学校中隊長。
解放後は韓国空軍の創設に参加。1948年4月に航空幹部要員として歩兵学校に入校。同年5月に卒業して任少尉（軍番50002番）。1948年7月20日、陸軍航空司令部参謀長。1949年6月28日、陸軍本部航空局長（中領）。1949年10月1日、空軍本部参謀副長。空軍参謀総長になる機会があったが、自分は整備出身だからと金貞烈に譲ったという。
朝鮮戦争が勃発すると、1950年7月に陸海空軍合同戦闘指揮所長。1950年11月に故郷を訪問。故郷を去る際に乗機が墜落して死亡（敵地で死亡したため戦死扱いとなる）。少将に昇進。